# 虹桥乡 (万源市)
虹桥乡，是中华人民共和国四川省达州市万源市曾经下辖的一个乡。2020年6月，撤销虹桥乡，将原虹桥乡所属行政区域划归竹峪镇管辖。

## 行政区划
虹桥乡撤销前下辖以下地区：
亭子庙村、土龙庙村、三岔河村、孙家沟村和大茶园村。